# ۷۶۵ (خورشیدی)
۷۶۵ هفتصد و شصت و پنجمین سال هجری خورشیدی است.